# Busbahnhof Clermont-Ferrand
Der Busbahnhof Clermont-Ferrand (gare routière de Clermont-Ferrand) war ein Busbahnhof in Clermont-Ferrand. Der Standort war nahe dem Stadtzentrum im Stadtteil Salins, am Boulevard François Mitterrand.
Er ist ein Werk des Architekten Valentin Vigneron. Die charakteristischen architektonischen Elemente des hellen Gebäudes aus Stahlbeton sind: eine Fassade aus Glassteinen mit einem „V“ aus Beton, die Kuppel, ein majestätischer Eingang und Farbkeramiken.

## Geschichte
Im Jahre 1949 begann ein Wettbewerb, um den Architekten des Busbahnhofs Clermont-Ferrand zu bestimmen. Der Sieger des Wettbewerbes war Jacques Henri-Labourdette gefolgt von Valentin Vigneron und Alberic Aubert. Jacques Henri-Labourdette zog seinen Entwurf jedoch zurück, so dass die Pläne Valentin Vignerons verwirklicht wurden. Der Busbahnhof wurde zwischen Juni 1957 und Ende März 1961 gebaut. Die 1957 vorgesehenen Kosten für den Bau betrugen 159 Millionen Franc. Im Jahr 1979 wurde direkt nebenan das Maison des Congrès et de la Culture gebaut.
Der Betrieb wurde 2005 eingestellt und die Bussteige mitsamt Vordächern und Fußgängerbrücken wurden abgerissen. Die Halle mitsamt ihrer Kuppel und die Fassade wurden als historisches Denkmal unter Schutz gestellt.
Die Stadt beabsichtigte, das Gebäude zu einer großen Universitäts- und Gemeinschaftsbibliothek umzubauen, aber die Pläne wurden 2009 schließlich fallengelassen. In der Folge wurde beschlossen stattdessen das Gebäude für die Comédie de Clermont-Ferrand umzubauen. Anfang 2016 wurde beschlossen, dafür das Projekt von Eduardo Souto de Moura zu verwirklichen. Er wird aus zwei Theatersälen von 900 und 350 Plätzen, Arbeits- und Proberäumen für die Schauspieler und aus einer Brasserie bestehen. Die Fassade und die Halle des Ursprungsgebäudes werden in das Projekt integriert. Die Baufertigstellung ist für 2020 geplant.

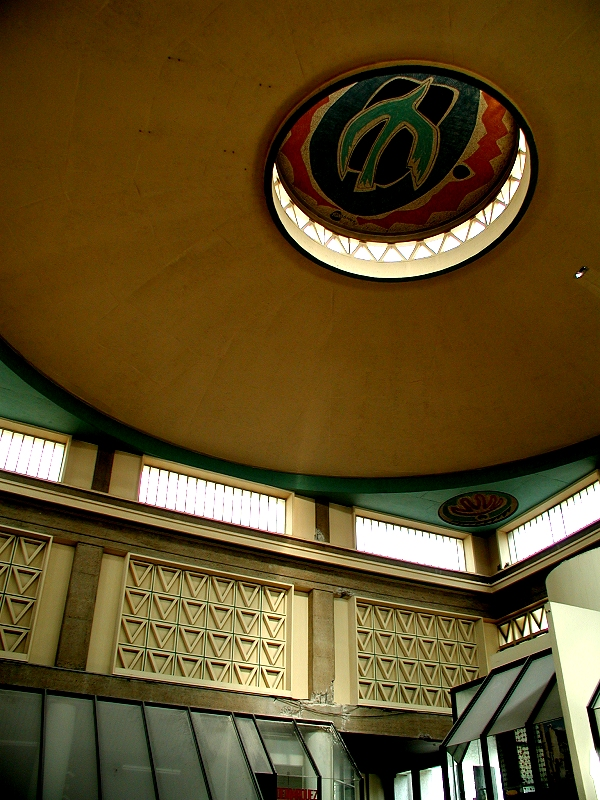
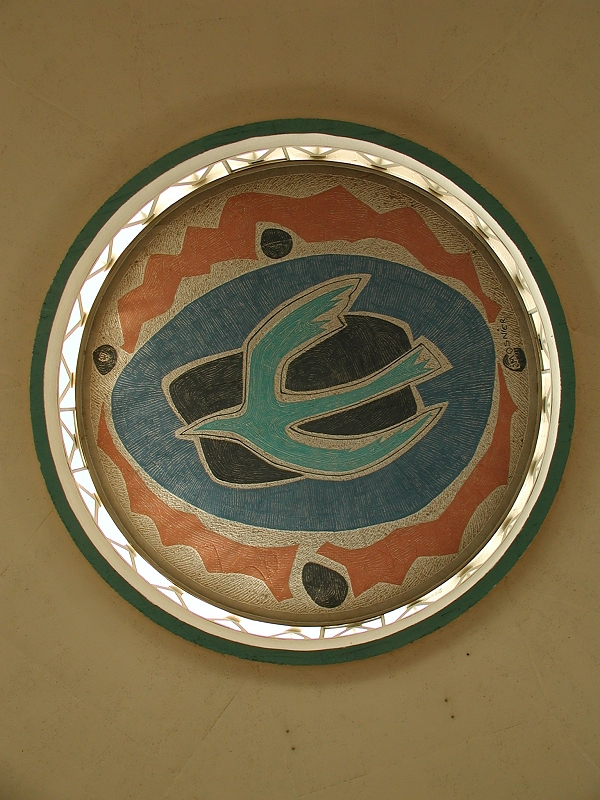
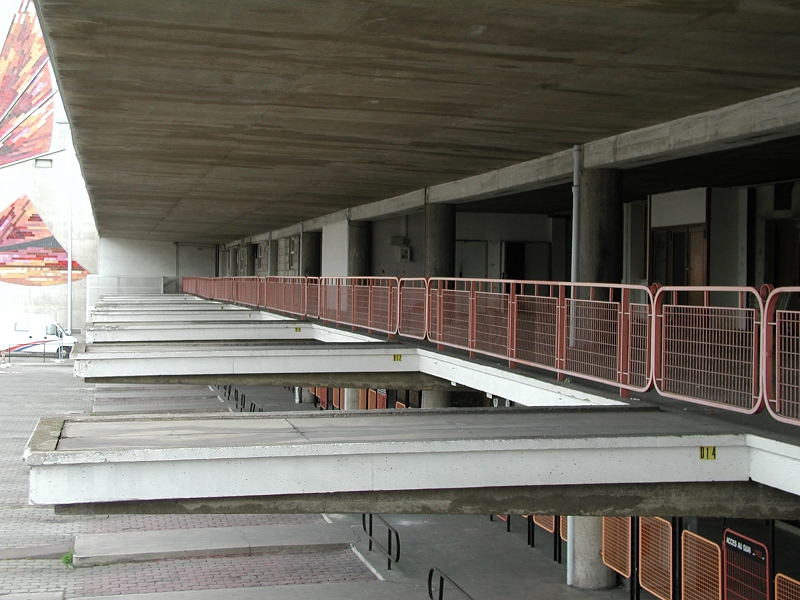
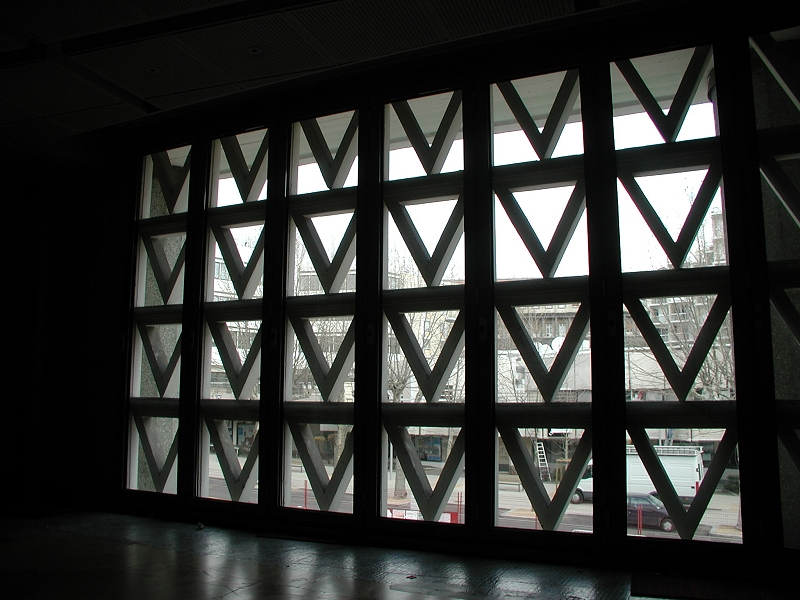
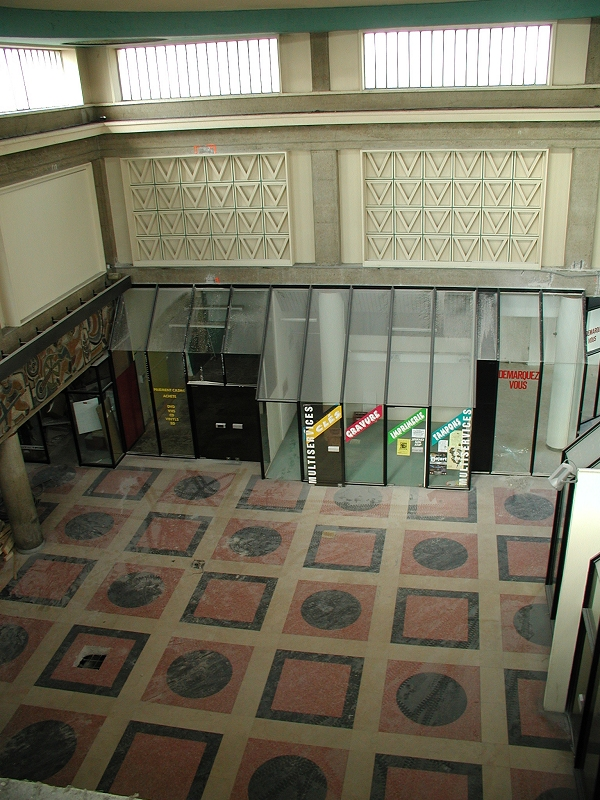
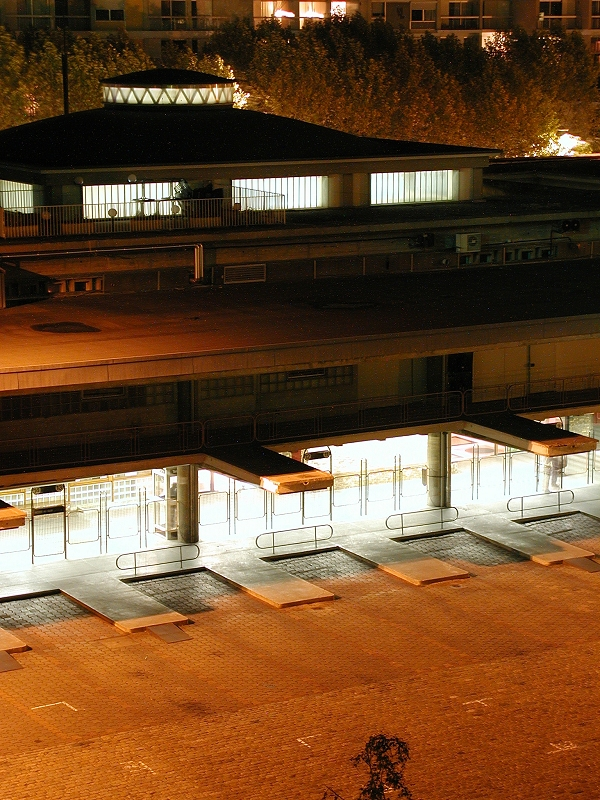